# Phalaenopsis deliciosa
Phalaenopsis deliciosa Rchb.f., 1854 è una pianta della famiglia delle Orchidacee originaria dell'Asia meridionale.

## Descrizione
È un'orchidea epifita di piccola taglia, spesso di dimensioni minime, occasionalmente litofita, a crescita monopodiale. Presenta un fusto corto, ricoperto dalle foglie basali che sono da 3 a 6 si presentano di forma oblungo-lanceolata, leggermente disuguali all'apice, con margini ondulati. La fioritura può avvenire in qualsiasi momento dell'anno, in coltivazione spesso più volte in un anno, mediante un'infiorescenza racemosa che aggetta lateralmente, lunga mediamente 20 centimetri, talvolta ramificata, eretta e portante molti fiori. Questi sono piccoli, non misurando più di 1,5 o 2 centimetri, si aprono sequenzialmente e sono rivolti in tutte le direzioni; sono di colore bianco screziato di rosso porpora in petali e sepali, mentre il labello è trilobato e si presenta color rosso porpora variegato di bianco a giallo.

## Distribuzione e habitat
La specie è originaria dell'Asia meridionale ed in particolare dell'Himalaya cinese, degli stati indiani di Assam e Sikkim, oltre che di Bangladesh, Nepal, Sri Lanka, Nepal, Myanmar, Thailandia, Malaysia, Laos, Cambogia, Vietnam, Borneo, Giava, Molucche, Filippine, Sulawesi e Sumatra, dove cresce epifita sugli alberi di foreste fluviali, oppure litofita su rocce coperte di muschio, dal livello del mare a massimo 600 metri di quota.

## Tassonomia
Sono state descritte le seguenti sottospecie:
- Phalaenopsis deliciosa subsp. deliciosa originaria di una vasta area dall'India alla Malesia.
- Phalaenopsis deliciosa subsp. hookeriana  Christenson, 2001 originaria dell'Hymalaia e della Cina sud-occidentale.[2]

## Coltivazione
Questa pianta è ben coltivata in panieri appesi su supporto di sughero o su alberi di felce e richiede esposizione all'ombra, temendo la luce diretta del sole, nonché acqua nella stagione di vegetazione, quando richiede anche temperature calde. Nella fase di riposo è consigliabile diminuire temperatura e irrigazioni..